# Conus zeylanicus
Espèce
Statut de conservation UICN

 LC  : Préoccupation mineure
Conus zeylanicus est une espèce de mollusques gastéropodes marins de la famille des Conidae.
Comme toutes les espèces du genre Conus, ces escargots sont prédateurs et venimeux. Ils sont capables de « piquer » les humains et doivent donc être manipulés avec précaution, voire pas du tout.

## Description
La taille de la coquille varie entre 27 mm et 78 mm. La coquille est coronée de façon obsolète avec des tubercules. Le verticille robuste est quelque peu convexe. La couleur de fond de la coquille est blanche ou jaune très pâle ou bleuâtre, faiblement nuancée, avec de nombreuses petites taches marron ou chocolat et de courtes lignes, formant souvent des nuages sombres, placées de manière à former des bandes interrompues et tournantes.

## Distribution
Cette espèce marine est présente dans l'océan Indien (Tanzanie, îles Mascareignes) et vers l'est jusqu'en Indonésie.

### Niveau de risque d’extinction de l’espèce
Selon l'analyse de l'UICN réalisée en 2011 pour la définition du niveau de risque d'extinction, cette espèce est présente dans tout l'océan Indien, à l'exception de la mer Rouge. Bien que des menaces localisées de pollution, etc. puissent avoir un certain effet sur la population dans certaines parties de son aire de répartition, en particulier dans les eaux moins profondes, l'espèce est actuellement considérée comme étant de préoccupation mineure.

## Taxonomie

### Publication originale
L'espèce Conus zeylanicus a été décrite pour la première fois en 1791 par le naturaliste et chimiste allemand Johann Friedrich Gmelin dans « Systema Naturae Linneaeus (ed) Ed 13 »,.

### Synonymes
- Conus (Puncticulis) zeylanicus Gmelin, 1791 · appellation alternative
- Conus ceylonicus Reeve, 1849 · non accepté
- Conus ceylonicus G. B. Sowerby II, 1857 · non accepté
- Conus obesus Hwass, 1792 · non accepté
- Conus zeylandicus [sic] · non accepté (graphie incorrecte)
- Cucullus meningeus Röding, 1798 · non accepté
- Cucullus theobroma Röding, 1798 · non accepté
- Dendroconus zeylanicus (Gmelin, 1791) · non accepté
- Puncticulis zeylanicus (Gmelin, 1791) · non accepté